# Bazoches-les-Gallerandes
Bazoches-les-Gallerandes é uma comuna francesa na região administrativa do Centro, no departamento Loiret. Estende-se por uma área de 36,83 km². Em 2010 a comuna tinha 1 566 habitantes (densidade: 42,5 hab./km²).